# Dobletina
Dobletina je naselje v Občini Nazarje.